# Jordan Kerr
Jordan Kerr (* 26. října 1979 v Adelaide, Austrálie) je současný australský profesionální tenista.
Ve své dosavadní kariéře vyhrál 9 turnajů ATP World Tour ve čtyřhře.

## Finálové účasti na turnajích ATP World Tour (15)

### Čtyřhra - výhry (9)
| Legenda                                                       |
| ATP International Series Gold / ATP World Tour 500 Series (1) |
| ATP International Series / ATP World Tour 250 Series (8)      |

| Č. | Datum             | Turnaj             | Povrch    | Partner          | Soupeři ve finále              | Výsledek             |
| 1. | 13. červenec 2003 | Newport, USA       | tráva     | David Macpherson | Julian Knowle Jürgen Melzer    | 7-6(4), 6-3          |
| 2. | 11. červenec 2004 | Newport, USA       | tráva     | Jim Thomas       | Gregory Carraz Nicolas Mahut   | 6-3, 6-7(5), 6-3     |
| 3. | 25. červenec 2004 | Indianapolis, USA  | tvrdý     | Jim Thomas       | Wayne Black Kevin Ullyett      | 6-7(7), 7-6(3), 6-3  |
| 4. | 10. červenec 2005 | Newport, USA       | tráva     | Jim Thomas       | Graydon Oliver Travis Parrott  | 7-6(5), 7-6(5)       |
| 5. | 28. duben 2007    | Casablanca, Maroko | antuka    | David Škoch      | Łukasz Kubot Oliver Marach     | 7-6(4), 1-6 10-4     |
| 6. | 15. červenec 2007 | Newport, USA       | tráva     | Jim Thomas       | Nathan Healey Igor Kunicyn     | 6-3, 7-5             |
| 7. | 7. říjen 2007     | Tokio, Japonsko    | tvrdý     | Robert Lindstedt | Frank Dancevic Stephen Huss    | 6-4, 6-4             |
| 8. | 1. březen 2008    | Záhřeb, Chorvatsko | tvrdý (h) | Paul Hanley      | Christopher Kas Rogier Wassen  | 6-3, 3-6, 10-8       |
| 9. | 12. červenec 2009 | Newport, USA       | tráva     | Rajeev Ram       | Michael Kohlmann Rogier Wassen | 6-7(6), 7-6(7), 10-6 |

### Čtyřhra - prohry (6)
| Legenda                                                       |
| ATP International Series Gold / ATP World Tour 500 Series (2) |
| ATP International Series / ATP World Tour 250 Series (4)      |

| Č. | Datum             | Turnaj            | Povrch    | Partner       | Vítězové                        | Výsledek       |
| 1. | 6. únor 2005      | Delray Beach, USA | tvrdý     | Jim Thomas    | Simon Aspelin Todd Perry        | 6-3, 6-3       |
| 2. | 10. květen 2009   | Mnichov, Německo  | antuka    | Ashley Fisher | Jan Hernych Ivo Minář           | 6-4, 6-4       |
| 3. | 26. červenec 2009 | Indianapolis, USA | tvrdý     | Ashley Fisher | Ernests Gulbis Dmitrij Tursunov | 6-4, 3-6, 11-9 |
| 4. | 11. říjen 2009    | Tokio, Japonsko   | tvrdý     | Ross Hutchins | Julian Knowle Jürgen Melzer     | 6-2, 5-7, 10-8 |
| 5. | 16. leden 2010    | Sydney, Austrálie | tvrdý     | Ross Hutchins | Daniel Nestor Nenad Zimonjić    | 6-3, 7-6(5)    |
| 6. | 21. únor 2010     | Memphis, USA      | tvrdý (h) | Ross Hutchins | John Isner Sam Querrey          | 6-4, 6-4       |

## Postavení na žebříčku ATP na konci sezóny

### Dvouhra
| Rok    | 1997 | 1998   | 1999   | 2000   | 2001   | 2002 | 2003   |
| Pořadí | 700. | ▲ 635. | ▲ 431. | ▼ 491. | ▼ 712. | ▼ x  | ▲ 803. |

### Čtyřhra
| Rok    | 1997 | 1998   | 1999   | 2000   | 2001  | 2002  | 2003  | 2004  | 2005  | 2006  | 2007  | 2008  | 2009  |
| Pořadí | 370. | ▼ 588. | ▲ 275. | ▲ 171. | ▲ 98. | ▲ 87. | ▲ 58. | ▼ 60. | ▲ 42. | ▼ 79. | ▲ 25. | ▼ 31. | ▲ 30. |